# 사가 2: 비보전설
《사가 2: 비보전설》는 스퀘어가 개발한 게임보이용 롤플레잉 비디오 게임이다. 《사가》 시리즈 두 번째 작품으로, 1990년 12월 14일 일본서 처음 출시됐다. 북미 지역에선 《파이널 판타지 레전드 II》라는 제목으로 발매됐다.
플레이어는 최대 4명으로 구성된 파티를 조종하며, 신이 만든 마법의 물질 '마기'를 찾아 모험을 떠나는 이야기를 그렸다. 종족에 따라 가진 특성으로 전투를 유리하게 이끌 수 있다.
2009년, 락진이 닌텐도 DS로 개발한 '운명의 여신'이라는 부제의 리메이크가 출시됐다. 2020년 닌텐도 스위치 및 마이크로소프트 윈도우로 발매된 《더 사가 컬렉션》에 다른 게임보이 시리즈 작품들과 함께 수록됐다.

## 반응

### 흥행
2002년까지 《사가 2》의 판매량은 85만 장을 기록했으며, 이는 게임보이용 《사가》 게임들 중 두번째로 높은 수치였다. 닌텐도 DS용 리메이크는 2009년 10월까지 14만 6천 장이 판매됐다.

## 참조

### 내용주
1. ↑  일본어: サ・ガ2 秘宝伝説
2. ↑  영어: Final Fantasy Legend II